# 宇部市

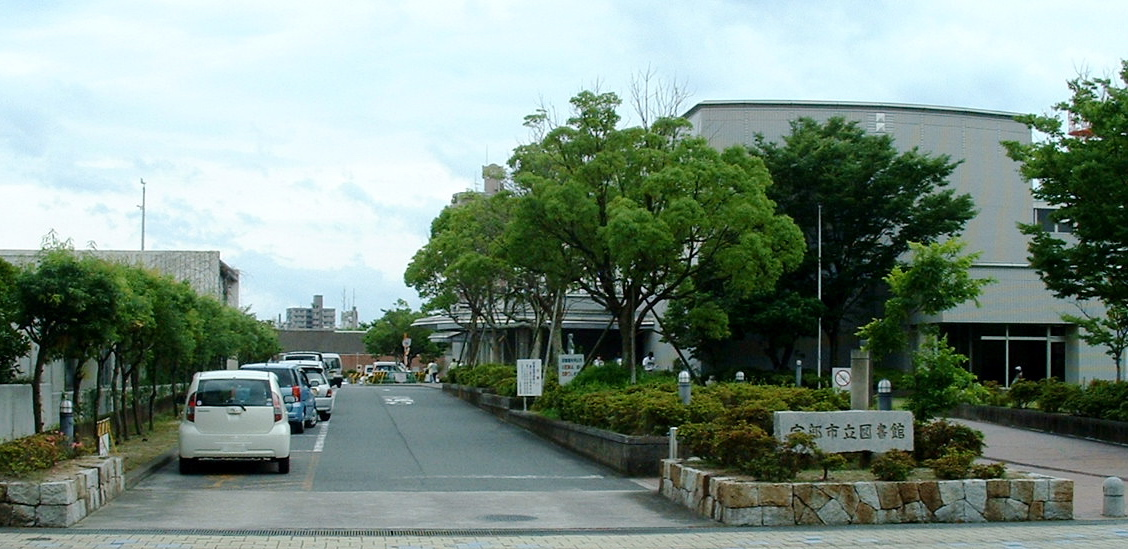
宇部市立圖書館

宇部市（日语：／ Ube shi */?）是位於日本山口縣西部的城市，臨瀨戶内海周防灘，人口主要集中於厚東川下游兩側平原及沿海地區，人口數約17萬人，人口數為山口縣內次於下關市、山口市的第三大城。以該市為中心與周邊地區組成了人口有26萬人的宇部城市圈，同時也屬於關門都市圈的一部分。
沿海地區為工業區，為北九州工業地帶、瀨戶內工業地帶的一部分。日本化學原料公司宇部興産因發源於此，因此採用了「宇部」做為公司之名稱，現今宇部興産仍部份的總公司營運項目於設於此地的辦公室內處理。
山口縣內唯一有定期客運航班的機場山口宇部機場，因此也被稱為山口縣的空中玄關口。
經營休閒服裝的UNIQLO也是發源於此地。

## 人口
| 宇部市人口分布圖 |                                               |  |
| 宇部市與日本全國年齡別人口分布比較圖 （2005年資料） | 宇部市的年齡、男女別人口分布圖 （2005年資料） |  |
| ■紫色是宇部市 ■綠色是全国 | ■藍色是男性 ■紅色是女性                       |  |
| 宇部市人口變化 \| 1970年 \| 161,241人 \| \| \| 1975年 \| 169,926人 \| \| \| 1980年 \| 176,620人 \| \| \| 1985年 \| 182,505人 \| \| \| 1990年 \| 182,526人 \| \| \| 1995年 \| 182,771人 \| \| \| 2000年 \| 182,031人 \| \| \| 2005年 \| 178,955人 \| \| \| 2010年 \| 173,772人 \| \| \| 2015年 \| 169,429人 \| \| \| 2020年 \| 162,570人 \| \| |                                               |  |
| 資料來源：日本總務省統計中心提供之人口普查數據 |                                               |  |
| 1970年 | 161,241人                                     |  |
| 1975年 | 169,926人                                     |  |
| 1980年 | 176,620人                                     |  |
| 1985年 | 182,505人                                     |  |
| 1990年 | 182,526人                                     |  |
| 1995年 | 182,771人                                     |  |
| 2000年 | 182,031人                                     |  |
| 2005年 | 178,955人                                     |  |
| 2010年 | 173,772人                                     |  |
| 2015年 | 169,429人                                     |  |
| 2020年 | 162,570人                                     |  |

## 歷史
在中世紀時期，厚東氏的厚東棚井在霜降山建築了霜降城；戰國時代大內氏也曾在荒瀧山建築荒瀧山城做為居城。江戶時代則成為毛利藩家老福原氏的領土。
在江戶時代因為在船木以及宇部發現煤礦，帶動了宇部地區人口的快速成長，並在1921年年11月成為山口縣內第二個實施市制的地方，之後並轉往化學工業發展，成為一個工業城市。

### 年表
- 1179年：厚東武光在此建築霜降城。
- 1625年：福原元俊成為宇部領主。
- 1871年：宇部興産創辦人，也是福原氏第24代福井忠次郎買下福原芳山，獨佔此地的礦權。
- 1886年5月26日：宇部興産的前身－宇部共同義會創立。
- 1889年4月1日：實施町村制，現在的轄區在當時分屬：
  - 厚狹郡：宇部村、藤山村、厚南村、厚東村、二俣瀨村、小野村、船木村、吉部村、萬倉村。
  - 吉敷郡：東岐波村、西岐波村。
- 1900年：山陽鐵道（現在的山陽本線）開始營運，同時設置船木車站（現在的宇部車站）。
- 1914年1月9日：宇部輕便鐵道（現在的宇部線）開始營運。
- 1916年：船木輕便鐵道（後來的船木木鐵道）開始營運。
- 1917年9月1日：船木村改制為船木町。
- 1921年11月1日：宇部村改制為宇部市。[3]
- 1931年8月1日：藤山村被併入宇部市。
- 1941年10月20日：厚南村被併入宇部市。
- 1943年11月1日：西岐波村被併入宇部市。
- 1954年10月1日：厚東村、小野村、二俣瀨村、東岐波村被併入宇部市。
- 1955年4月1日：船木町、吉部村、萬倉村合併為楠町。
- 1966年7月1日：宇部機場（現在的山口宇部機場）開始營運。
- 2004年11月1日：楠町被併入宇部市。

### 變遷表
| 1889年4月1日   | 1889年 - 1926年      | 1926年 - 1954年         | 1926年 - 1954年           | 1955年 - 1989年   | 1989年 - 現在            | 現在   |        |
| -------------- | -------------------- | ----------------------- | ------------------------- | ----------------- | ------------------------ | ------ | ------ |
| 厚狹郡宇部村   | 1921年11月1日 宇部市 | 1921年11月1日 宇部市    | 宇部市                    | 宇部市            | 宇部市                   | 宇部市 | 宇部市 |
| 厚狹郡藤山村   | 厚狹郡藤山村         | 1931年8月1日 併入宇部市 | 宇部市                    | 宇部市            | 宇部市                   | 宇部市 | 宇部市 |
| 厚狹郡厚南村   | 厚狹郡厚南村         | 厚狹郡厚南村            | 1941年10月20日 併入宇部市 | 宇部市            | 宇部市                   | 宇部市 | 宇部市 |
| 吉敷郡西岐波村 | 吉敷郡西岐波村       | 吉敷郡西岐波村          | 1943年11月1日 併入宇部市  | 宇部市            | 宇部市                   | 宇部市 | 宇部市 |
| 厚狹郡厚東村   | 厚狹郡厚東村         | 厚狹郡厚東村            | 1954年10月1日 併入宇部市  | 宇部市            | 宇部市                   | 宇部市 | 宇部市 |
| 厚狹郡二俣瀨村 |                      |                         | 1954年10月1日 併入宇部市  | 宇部市            | 宇部市                   | 宇部市 | 宇部市 |
| 厚狹郡小野村   |                      |                         | 1954年10月1日 併入宇部市  | 宇部市            | 宇部市                   | 宇部市 | 宇部市 |
| 吉敷郡東岐波村 |                      |                         | 1954年10月1日 併入宇部市  | 宇部市            | 宇部市                   | 宇部市 | 宇部市 |
| 厚狹郡船木村   | 1917年9月1日 船木町  | 1917年9月1日 船木町     | 1917年9月1日 船木町       | 1955年4月1日 楠町 | 2004年11月1日 併入宇部市 | 宇部市 | 宇部市 |
| 厚狹郡萬倉村   |                      |                         |                           | 1955年4月1日 楠町 | 2004年11月1日 併入宇部市 | 宇部市 | 宇部市 |
| 厚狹郡吉部村   |                      |                         |                           | 1955年4月1日 楠町 | 2004年11月1日 併入宇部市 | 宇部市 | 宇部市 |

## 交通

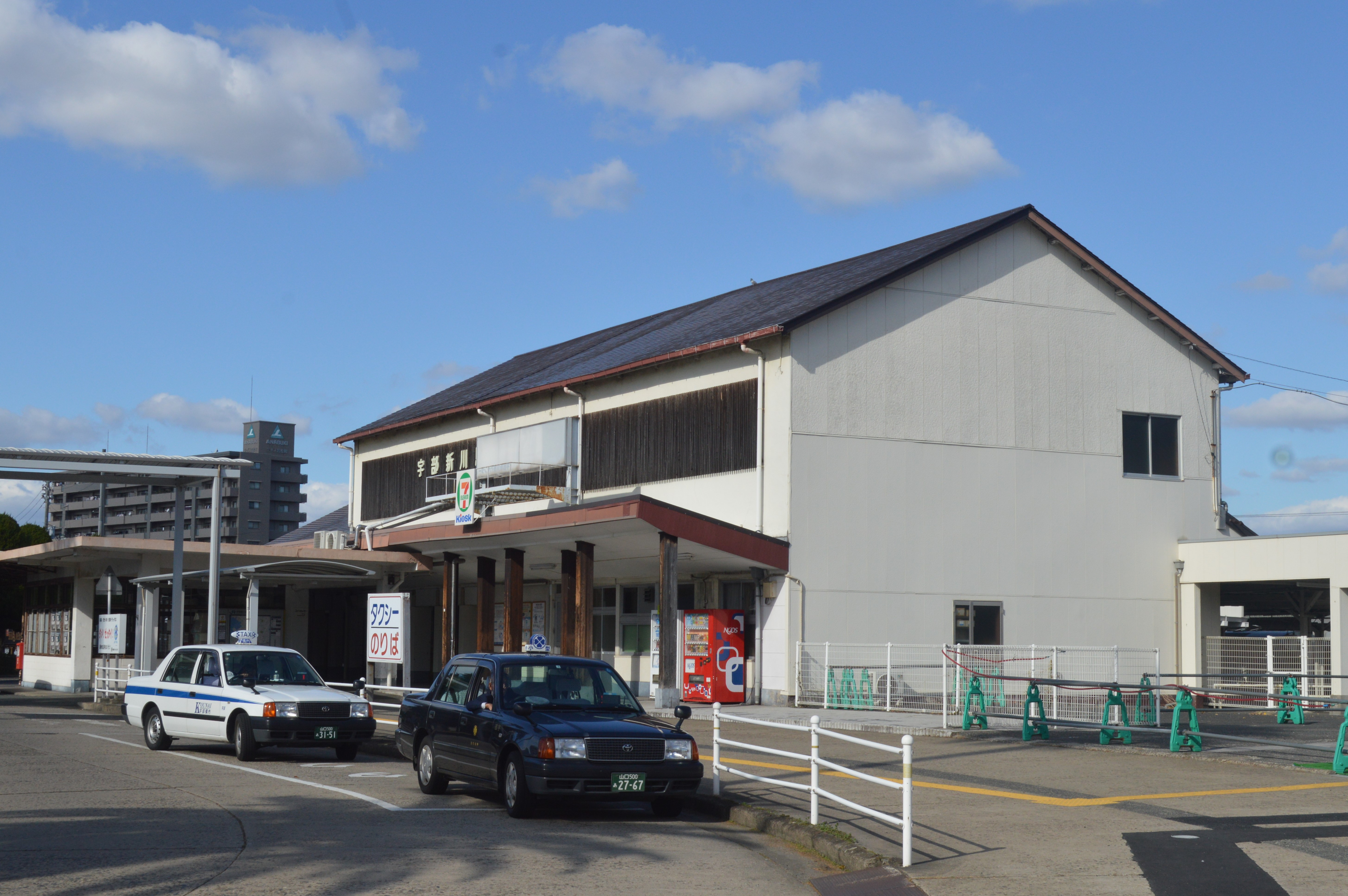
宇部新川車站

### 機場
- 山口宇部機場

### 鐵路線路
- 西日本旅客鐵道
  - 山陽本線：厚東車站 - 宇部車站
  - 宇部線：岐波車站 - 丸尾車站 - 床波車站 - 常盤車站 - 草江車站 - 宇部岬車站 - 東新川車站 - 琴芝車站 - 宇部新川車站 - 居能車站 - 岩鼻車站 - 宇部車站
  - 小野田線：居能車站 - 妻崎車站 - 長門長澤車站

### 道路
高速道路
- 山陽自動車道：宇部系統交流道 - 宇部交流道
- 山口宇部道路：宇部系統交流道 - 宇部東交流道 - 片倉交流道 - 岡之辻交流道 - 宇部南交流道
- 宇部灣岸線：西中町交流道 - 東須惠交流道（興建中）

### 港口
- 宇部港

## 觀光資源
- 常盤神社
- 煤礦記念館
- 宇部市野外彫刻美術館
- 霜降山
  - 霜降城遺跡
- 持世寺溫泉
- 片倉溫泉

## 教育

### 大學
- 山口大學
- 宇部フロンティア大學
- 山口東京理科大學（大部分校區位於山陽小野田市，部分位於宇部市內。

### 高等專門學校
- 宇部工業高等專門學校

### 高等學校
- 山口縣立宇部高等學校
- 山口縣立宇部工業高等學校
- 山口縣立宇部商業高等學校
- 山口縣立宇部中央高等學校
- 山口縣立宇部西高等學校
- 宇部鴻城高等學校
- 宇部フロンティア大學附屬香川高等學校
- 慶進高等學校

### 特別支援學校
- 山口縣立宇部綜合支援學校

## 姐妹城市、友好城市
- 紐卡斯爾（澳大利亞新南威爾斯州）
於1980年11月21日締約姐妹城市[5]
- 威海市（中華人民共和國山東省）
於1992年5月18日締約友好城市[6]

## 本地出身之名人
政治、經濟
- 市川正一：二次大戰前的日本共產黨幹部。
- 菅直人：前任日本內閣總理大臣、眾議院議員
- 俵田明：宇部興產第一任社長
- 中安閑一：前元宇部興產會長
- 福島啓史郎：前日本參議院議員
- 柳井正：UNIQLO創辦人
- 渡邊祐策：宇部興產創辦人、前眾議院議員

藝文
- 庵野秀明：動畫、電影導演
- ソルボンヌK子：漫畫家
- はしもといわお：漫畫家
- 原一男：電影導演
- 馬場良治：日本畫家
- まっつー：漫畫家
- 宮下亞喜羅：漫畫家
- 山田洋次：電影導演
- 加藤恒太：作曲家
- 遊人：漫畫家
- 小林愛実：鋼琴家

演藝
- 大空あすか：AV女優
- 清木場俊介：創作歌手、前EXILE成員
- SATOMI'：歌手
- 陣内大蔵：創作歌手
- 谷山紀章：知名聲優、歌手
- 辻畑鉄也：樂團Picasso成員
- 西村知美：藝人
- 藤田三保子：女演員、歌手、俳人
- 道重沙由美：藝人、前早安少女組。成員
- 芳本美代子：藝人
- 若木萌：藝人
- Ayase：作曲家、YOASOBI成員

運動
- 秋村謙宏：前職業棒球選手，縣為職業棒球裁判
- 上本達之：職業棒球
- 一輝：職業棒球
- 櫛部静二：馬拉松選手
- 高杉亮太：職業足球選手
- 高松大樹：職業足球選手
- 玉國光男：前宇部商業高校棒球部教練
- 冨田大介：職業足球選手
- 中川雄二：職業足球選手
- 寶來麻紀子：前排球選手
- 安永聰太郎：前職業足球選手

其他
- 紀藤正樹：律師
- 福江純：天文學者
- 小川功太郎：電視製作人
- 橋田信介：戰地記者

## 外部連結
- （日語） 宇部觀光協會
- OpenStreetMap上有關宇部市的地理